# Тодор Іванчов
Тодор Іва́нчов (1858, Тирново — 1905, Париж, Франція) — болгарський державний і політичний діяч, прем'єр-міністр Болгарії (13 жовтня 1899 — 25 січня 1901), депутат 3-х (1886–1887), 5-х (1887–1889) і 10-х (1899–1900) Народних зборів.

## Біографія
Народився в місті Тирново. Три роки вивчав медицину в Монпельє. Після звільнення Болгарії повернувся на батьківщину, був учителем у Дрянові (1878–1879), директор школи-інтернату в Кюстенділі (1880–1883), потім — начальником статистичного бюро в Софії.
Як активний діяч ліберальної партії, Іванчов працював у першому уряді Васила Радославова (1886–1887) й кабінеті Димитра Грекова (1899). Іванчов 1903 року був засуджений за фінансові зловживання, але виправданий за кілька місяців.
1899 року як міністр народної просвіти опублікував першу офіційну орфографію болгарської мови.